# Nakagawa Yuri
Nakagawa Yuri (中川友里 Trung Xuyên Hữu Lý) là một người mẫu thời trang Nhật Bản, nhân vật của công chúng và blogger thời trang nổi tiếng nước này. Cô hiện là blogger thời trang chính thức của JFW, một triển lãm thời trang quốc tế, được tổ chức thường xuyên bởi tờ báo thời trang nổi tiếng của Nhật mang tên Senken Shimbun.
Yuri còn là một người mẫu từng góp mặt trên các mạng truyền hình, chẳng hạn như Fashion TV và hiện diện trên các ấn phẩm nổi bật như Vogue, Tạp chí Timeout và báo Asahi Shimbun.

## Thiếu thời
Trong thời thơ ấu của mình, ở Kanazawa, tỉnh Ishikawa, Yuri học trà đạo, cắm hoa và thể dục dụng cụ đồng thời thích thể hiện bản thân thông qua những nghệ thuật truyền thống của Nhật Bản. Cô đã lên kế hoạch bắt đầu công việc người mẫu sau khi tốt nghiệp trung học, nhưng cha mẹ không cho phép cô rời khỏi quê nhà, trừ khi cô vào đại học. Yuri chuyển đến theo học tại Tokyo và bắt đầu sự nghiệp người mẫu thành công vào năm cuối của chương trình đại học.

## Ảnh hưởng văn hóa
Năm 2015, Nakagawa Yuri góp mặt trong tiểu thuyết Trueman Bradley - The Next Great Detective, cuốn tiểu thuyết thứ hai trong bộ truyện Trueman Bradley của Alexei Maxim Russell. Trong tiểu thuyết, nhân vật chính, là một thám tử tư, và là một người ngưỡng mộ Nhật Bản, bị Yuri ám ảnh. Ông ấy sử dụng các bài đăng trên Instagram của cô như một nguồn cảm hứng, giúp khám phá ra bí mật của sự cộng hưởng, nghệ thuật suy luận bản năng đã mất, mà ông ấy cho là một trong những chiến thuật bí mật của thám tử lừng danh Sherlock Holmes.